# Рокситромицин
Рокситромицин (Roxithromycin) — антибиотик, первый полусинтетический 14-членный макролид.
Является производным эритромицина. Структурные особенности рокситромицина, отличающие его от эритромицина, придают ему более высокую кислотоустойчивость, улучшенные фармакокинетические и микробиологические параметры.

## Торговые наименования
Акритроцин, БД-Рокс, Брилид, Ровенал, Роксептин, Роксибел, Роксибид, Роксигексал, Роксид, Роксилор,Роксиспес, Роксимизан, Рокситем, Рулид, Рулицин, Элрокс, "Эспарокси"

## Фармакологическое действие
Обладает широким спектром антибактериального действия. Действует  на микроорганизмы, продуцирующие пенициллиназу. Обладает также противовоспалительными свойствами.
К препарату чувствительны:
Streptococcus spp. группы А и В, в том числе
Streptococcus pyogenes,
Streptococcus agalactiae,
Streptococcus mitis,
Streptococcus saunguis,
Streptococcus viridans,
Streptococcus pneumoniae;
Neisseria meningitidis;
Moraxella catarrhalis;
Bordetella pertussis;
Listeria monocytogenes;
Corynebacterium diphtheriae;
Clostridium spp.;
Mycoplasma pneumoniae;
Pasteurella multocida;
Ureaplasma urealyticum;
Chlamydia trachomatis,
Chlamydia pneumoniae,
Chlamydia psittaci;
Legionella pneumophila;
Campylobacter spp.;
Gardnerella vaginalis.
Непостоянно чувствительны:
Haemophilus influenzae;
Bacteroides fragilis и
Vibrio cholerae.
Устойчивы:
Enterobacteriaceae spp.,
Pseudomonas spp.,
Acinetobacter spp.
Стабилен в кислых средах.

## Показания
Инфекции верхних и нижних дыхательных путей (фарингит, бронхит, пневмония, бактериальные инфекции при хронической обструктивной болезни легких, панбронхиолит, бронхоэктатическая болезнь), ЛОР-органов (тонзиллит, синусит, средний отит), кожи и мягких тканей (рожа, флегмона, фурункулы, фолликулит, импетиго, пиодермия), мочевыводящих путей (уретрит, эндометрит, цервицит, вагинит, в том числе инфекции, передающиеся половым путём, кроме гонореи), полости рта (периодонтит), костей (периостит, хронический остеомиелит); скарлатина, дифтерия, коклюш, трахома, мигрирующие эритематозные высыпания, бруцеллез. Профилактика менингококкового менингита у лиц, находившихся в контакте с больным. Профилактика бактериемии у больных с эндокардитом после стоматологических вмешательств.

## Противопоказания
Гиперчувствительность, одновременный прием эрготамина и дигидроэрготамина; беременность, период лактации, грудной возраст (до 2 мес).
C осторожностью. Печеночная недостаточность.

## Побочные действия
Тошнота, рвота, снижение аппетита, изменение вкуса и/или обоняния, боли в эпигастральной области, диарея (очень редко с кровью), метеоризм, повышение активности «печеночных» трансаминаз и щелочных фосфатаз, холестатический или гепатоцеллюлярный острый гепатит, панкреатит, псевдомембранозный энтероколит; головокружение, головная боль, парестезии, аллергические реакции (бронхоспазм, крапивница, сыпь, гиперемия кожи, ангионевротический отек, анафилактический шок), развитие суперинфекции, кандидоз полости рта и влагалища, пигментация ногтей.

### Передозировка
Лечение: промывание желудка, симптоматическое лечение. Специфического антидота не существует.

## Способ применения и дозы
Внутрь, взрослым — 150 мг 2 раза в сутки, утром и вечером, до еды или 300 мг однократно. Курс лечения — от 5—12 дней при заболеваниях дыхательных путей и ЛОР-органов, до 2—2,5 мес — при хроническом остеомиелите. При хламидийной и микоплазменных пневмониях — 14 дней, при легионеллезной пневмонии — до 21 дня. При печеночной недостаточности — 150 мг 1 раз в сутки.
Детям (суспензия) — 5—8 мг/кг/сут. (в зависимости от массы тела, вида возбудителя и тяжести инфекционного процесса), не более 10 дней.

## Особые указания
При печеночной недостаточности осуществлять контроль функции печени.

## Взаимодействие
Увеличивает абсорбцию дигоксина. Увеличивает протромбиновое время при одновременном приеме с варфарином или фенпрокоумоном. Увеличивает период полувыведения, усиливает и увеличивает продолжительность действия мидозалама. Повышает концентрацию в плазме теофиллина, циклоспорина (не требует коррекции режима дозирования). Увеличивает сывороточную концентрацию астемизола, цизаприда, пимозида, что приводит к удлинению интервала Q-T и/или тяжелым аритмиям (необходим контроль ЭКГ). Может вытеснять дизопирамид из связи с белками плазмы, приводя к повышению его концентрации в сыворотке крови. Эрготамин и эрготаминоподобные сосудосуживающие лекарственные средства приводят к развитию эрготизма, некрозу тканей конечностей.